# Radio Morena
Radio Morena es una radio que transmitía en la frecuencia 98.1 FM para las provincias de Guayas y Santa Elena y en 94.5 para Manabí, y que actualmente transmite en frecuencia 640 AM.

## Historia
Radio Morena fue creada por el padre del político Luis Almeida y pertenece a la empresa de su madre Pastora Morán, Almoran S.A. La radio inició sus transmisiones el 24 de julio de 1995, conocida como la Gigante del Pacífico en la frecuencia 640 AM y en febrero del 2003 las inició desde las calles Quito y Aguirre de la ciudad de Guayaquil, Ecuador de forma independiente, manteniendo la frecuencia 98.1 FM en Guayas y Santa Elena, y en 94.5 en Manabí.

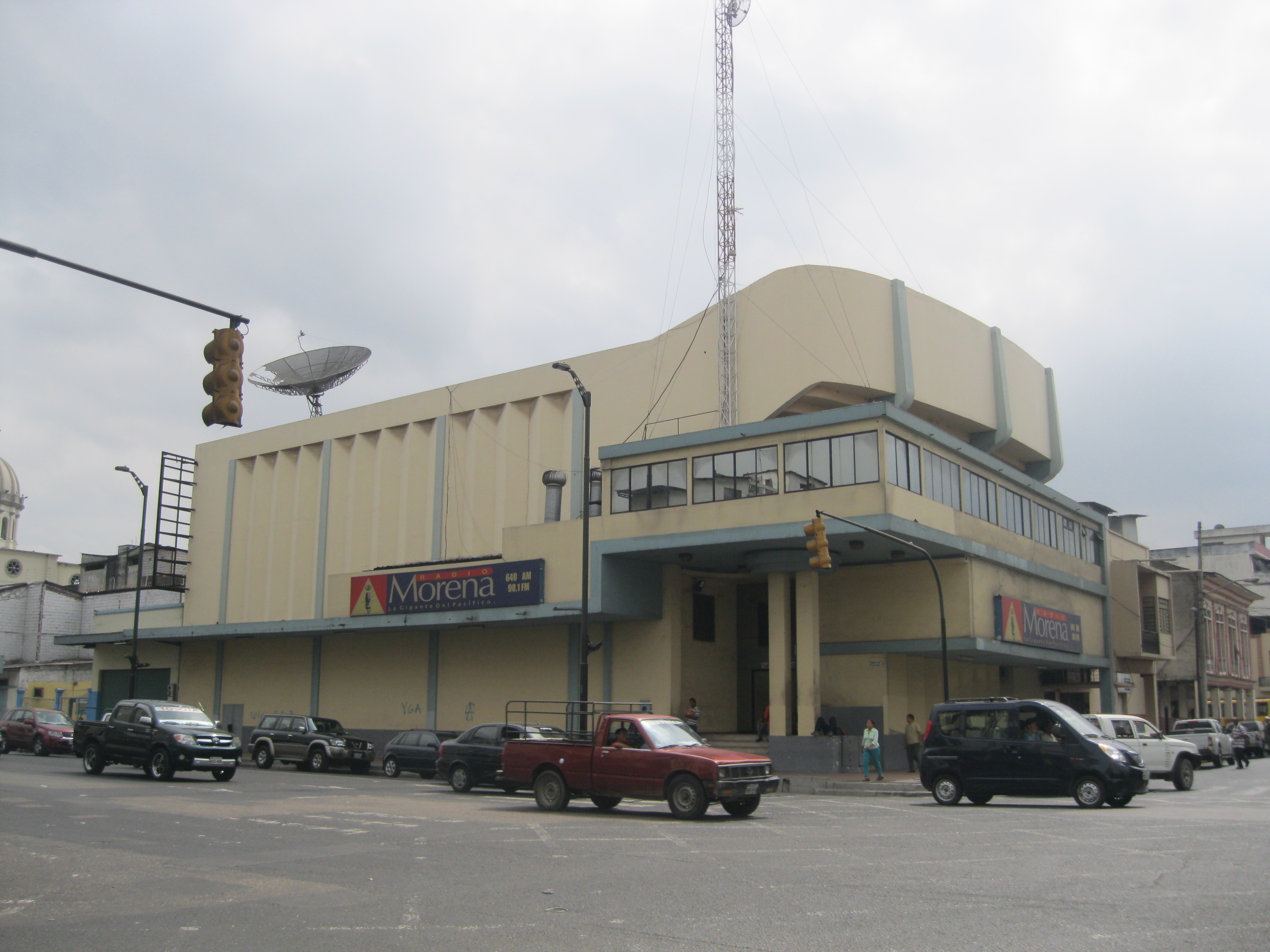
Edificio de Radio Morena en el centro de Guayaquil.

Entre los sus programas se encuentran “Morena Noticias”, “Entre paréntesis”, “Noti Music”, “Morena Activa”, “Latidos del Corazón”, “Aquí es el ritmo”, “El Ascensor”, “Vocero Nacional”, “La Misma Vaina”, “Recetas para la vida”, “Alternative Music”, “Domingos Tapatíos”, “Electrízate” y “Rockola Show”.
En la mañana del 6 de julio, el gerente de la radio, Luis Almeida, anunció que no tenía conocimiento sobre un posible cierre de la emisora. Aproximadamente a las 17:30, un grupo de policías resguardaron la radio con gas lacrimógeno debido al forsejeo de empleados, junto a las autoridades de la Superintendencia de Telecomunicaciones, las cuales procedieron a incautar los equipos de radiotransmisión debido al incumplimiento de los pagos por parte de la radio y clausurando de este modo su frecuencia en FM. Según Jaime Guerrero, ministro de Telecomunicaciones esto se debe a la caducidad de la licencia de concesión de frecuencia, por lo que debían seis meses en el pago de la frecuencia. En el momento del cierre de Radio Morena FM trabajaban 25 personas.
La emisora hoy retransmite desde el dial 640 AM khz desde Guayaquil.